# Killing Inside
«Killing Inside» es el primer sencillo del segundo álbum de Cavalera Conspiracy, Blunt Force Trauma. El sencillo, fue lanzado el 18 de febrero de 2011 a través de Roadrunner Records.
El video de Cavalera Conspiracy - el proyecto con exmiembros de Sepultura Max (guitarra, voz) e Igor Cavalera (batería) - hizo su debut en línea el 7 de marzo de 2011. El clip fue filmado durante la actuación especial de la banda, el 5 de febrero en Barcelona, España en la legendaria sala Razzmatazz.

## Listado de canciones
Sencillo promocional
1. «Killing Inside» - 3:28

## Intérpretes
- Max Cavalera - voces, guitarra rítmica
- Igor Cavalera - batería y percusión
- Marc Rizzo - guitarra líder y rítmica, voces adicionales en «Sanctuary»
- Johnny Chow - bajo